# Aeroportul Lashio
Aeroportul Lashio (IATA: LSH, ICAO: VYLS) este un aeroport din Statul Shan, Myanmar.
Situat la o altitudine de 747 m, aeroportul dispune de o singură pistă.